# Cantón de Pinols
El cantón de Pinols era una división administrativa francesa, que estaba situada en el departamento de Alto Loira y la región de Auvernia.

## Composición
El cantón estaba formado por nueve comunas:
- Auvers
- Chastel
- Chazelles
- Cronce
- Desges
- Ferrussac
- La Besseyre-Saint-Mary
- Pinols
- Tailhac

## Supresión del cantón de Pinols
En aplicación del Decreto nº 2014-162 de 17 de febrero de 2014, el cantón de Pinols fue suprimido el 22 de marzo de 2015 y sus 9 comunas pasaron a formar parte; seis del nuevo cantón de las Gargantas del Allier-Gévaudan y tres del nuevo cantón del País de Lafayette.